# VK4502(P)
VK 45.02 (P)是一个由纳粹德国保时捷公司设计的一款不成功的重型坦克方案。
这款坦克的研发从1942年4月开始，克虏伯公司还接到了制造该坦克炮塔的订单。然而，这辆坦克的原型车并未被制造出来，而这批炮塔被安装在了虎II坦克上。

## 研制始末
虎I重型坦克的后继车型在虎I尚未定型时既已展开。1941年5月26日，希特勒在装甲兵发展研讨会上提出，每个装甲师应装备20辆重型坦克作为进攻矛头，配备1000米处穿深150毫米的88毫米坦克炮。希特勒坚持要求要在保時捷虎上安装新研发的74倍身径88毫米Flak 41高射炮，这款火炮的长度、重量和炮弹尺寸等均远超KwK36 88毫米戰車炮，费迪南·保時捷博士和莱茵金属均认为现有的炮塔座圈无法安装。鉴于以上情况，德国武器局第四科研究将Flak 41车载化的改造方案，另一方面第六科则授权保时捷和亨舍爾研发新型坦克底盘，炮塔则由克虏伯设计。
在VK 45.01 (P)（也就是保时捷虎式）没有成功获得制造合同后，保時捷博士开始寻找让自己的产品提高一个台阶的方法。参照盟军当时最新的坦克设计之后，他认为简单的提升VK 45.01 (P)的装甲不足以提升其竞争力。而是需要让坦克更重和更灵活。新方案在公司内部称为“保时捷180型”，分A型和B型。A型炮塔在前、动力装置在后；而B型炮塔在后，动力装置在前。两种方案车体正面、侧面和后部装甲均为80毫米，首上倾斜45度，首下倾斜35度。倾斜装甲的设计使其防护优于正面100毫米的VK 45.01 (P)。
动力装置依然延续保时捷博士青睐的油電混合動力系統，两台300马力的保时捷101/3型10缸汽油发动机各驱动一台发电机，动力由西门子的电传动装置传递至驱动轮，带动履带前进。整车极速约为35千米/时，最大航程157千米。悬挂系统和VK 45.01 (P)相同，仍为每侧三组纵置扭杆悬挂，每组悬挂有两个外侧钢缘内衬橡胶的大直径负重轮。履帶宽640毫米，接地压强高达1.22千克/立方米。1942年10月，保时捷博士提出了改进动力装置的方案“保时捷181型”，三种子方案分别有600至700马力不等的发动机，但181型仅停留于蓝图阶段。
炮塔由克虏伯公司设计，正面厚100毫米，呈弧形。侧面厚80毫米，左侧的车长指挥塔突出于倾斜30度的侧装甲，形成一复杂的曲面。主武器为一门克虏伯研发的88毫米KwK 43戰車炮（工厂编号：Gerät 5-0808）。Kwk 43无论在长度、重量、膛線缠距还是炮弹种类等都和Flak 41完全不同，在保证穿深的情况下紧凑化，更适合坦克使用。炮塔座圈直径1850毫米，由电动机驱动。车体上有围绕座圈的装甲带，防止座圈中弹造成炮塔卡死。

## 生产与取消
保時捷博士预期虎式P2（即VK 45.02 (P)）于1943年开始投产，月产量15台。由于动力装置和悬挂问题不断，德国武器局第六科于1942年11月暂时取消了VK 45.02 (P)的量产订单，将生产数量减少为三辆原型车。1943年2月17日，保時捷博士报告三辆VK 45.02 (P)的底盘正在聖瓦倫丁的尼伯龙根工厂进行组装，预计3月完工，并计划进一步加强武装和引擎。然而，1943年12月，亨舍尔公司总经理施蒂勒·海德坎普取代斐迪南·保時捷，主管德国坦克委员会，海德坎普彻底取消了VK 45.02 (P)的生产，将资源全部投入到亨舍尔设计的VK 45.03 (H)，即虎II坦克的生产中。战后，海德坎普对此解释道：
|  | 保时捷博士......将军队装备研发当成了他个人发明的试验场。每当军方有设计需求，他总会提出一个全新的、邪门歪道的方案，并且频繁更改设计指标，而不屑于使用现有技术和经验，全然不顾对后勤造成的压力，极大拖延了生产进度。 |

三辆VK 45.02 (P)的车体最终未能完工，为其准备的三座炮塔经过改造（将电机驱动改为液压驱动）后安装在了亨舍尔的虎II坦克上。